# Burning Questions
Burning Questions è il primo album in studio di James Warren pubblicato nel 1986 dalla svedese Sonet. Warren aveva precedentemente suonato nel gruppo musicale britannico The Korgis.
Ci fu una riedizione dell'album in formato CD nel 2007 che include anche 3 tracce bonus.

## Tracce

### Lato A
1. Burning Questions – 4:41
2. Climate of Treason – 3:51
3. They Don't Believe in Magic – 4:10
4. Possessed – 4:11
5. I Know Something – 3:10

### Lato B
1. True Life Confessions – 4:17
2. It Won't Be the Same Old Place – 4:59
3. Loneliness – 4:10
4. Can You Hear the Spirit Dying – 3:27
5. I Want To Remember – 5:46

### Tracce bonus riedizione 2007
1. You Made Me Believe – 3:36
2. How Did You Know? (feat. Eddi Reader) – 3:46
3. I'll Be Here (Lato B: They Don't Believe in Magic) – 4:27